# Костанай (волейбольный клуб)
«Костанай» (каз. «Қостанай») — женский волейбольный клуб из Костаная, выступающий в
Высшей лиге «А».

## История
Создана в 2002 году под названием «Иволга». В том же сезоне стала бронзовым призёром Кубка и чемпионата РК, в следующем - серебряным призером Чемпионата.
В 2003 году на базе спортивного комплекса «Иволга» была создана молодёжная команда «Иволга-2», а в ДЮСШ №2 было открыто отделение волейбола. В настоящее время молодёжная команда добилась значительных результатов в детских соревнованиях (стали победителями и призёрами Спартакиады школьников, Молодёжных игр и Чемпионата РК в разных возрастных группах).
В 2011 году ВК «Иволга» была переименована в ВК «Костанай».
Воспитанницы ВК «Костанай» в составе молодежной, юношеской сборной и во второй сборной РК представляли Республику на международных соревнованиях. Команда, скомплектованная из числа собственных воспитанников, успешно выступает и во взрослых соревнованиях.

## Достижения
- Серебряный призёр чемпионата Казахстана (1) — 2004
- Серебряный призёр Высшей лиги "А" Казахстана (1) — 2016
- Бронзовый призёр чемпионата Казахстана (1) — 2003
- 3-е место в Кубке Казахстана (1) — 2003